# دی‌کلر مونوکسید
دی‌کلرین مونوکسید (به انگلیسی: Dichlorine monoxide) با فرمول شیمیایی Cl۲O یک ترکیب شیمیایی است. که جرم مولی آن ۸۶٫۹۰۵۴ g/mol می‌باشد. 